# Marguerite des Baux

Blason de la famille des Baux.

Marguerite des Baux, comtesse de Saint-Pol, de Brienne et de  Conversano, appelée en italien Margherita del Balzo (1394 – 15 novembre 1469), est un membre de la famille noble del Balzo (des Baux) du royaume de Naples, originaire de Provence. Elle est l'épouse de Pierre Ier de Luxembourg-Saint-Pol, de Brienne et de  Conversano (1390- 31 août 1433). Elle compte parmi ses descendants la reine consort d'Angleterre Élisabeth Woodville, le roi Henri IV de France, Marie Ire d'Écosse, et tous les monarques  anglais après 1509.

## Famille
Marguerite, née en 1394, est une fille de Francesco del Balzo (des Baux de Berre), 1er duc d'Andria (1330-23 avril 1422) et de sa troisième épouse Sveva Orsini del Balzo (des Baux d'Orange) (1360-après 1422), une descendante d'Aliénor Plantagenêt et Simon V de Montfort.
Ses grands-parents paternels sont Bertrand III des Baux (del Balzo), comte d'Andria et Squillace et Marguerite d'Aulnay, et ses grands-parents maternels sont Nicola Orsini, comte de Nola, sénateur de Rome (27 août 1331-14 février 1399), et Jeanne de Sabran.

## Frères et sœurs
Marguerite a deux frères du troisième mariage de son père avec sa mère, Sueva Orsini :
- Guglielmo, duc d'Andria, marié à Maria Brunforte ;
- Bianchino, le père de Tesco del Balzo, gouverneur de  Pise, et chef de l'armée milanaise, il est marié à Laura Rho.

Elle a un demi-frère et une demi-sœur du deuxième mariage de son père avec la princesse Marguerite de Naples :
- Jacques des Baux, prince de  Tarente et d'Achaïe, despote (titulaire) de Romanie, seigneur (titulaire) d'Albanie et de Corfou, empereur titulaire de Constantinople (1353–1384), marié à Agnès de Naples ;
- Antonie del Balzo (morte en 1374), mariée en 1372, au roi Frédéric III le Simple.

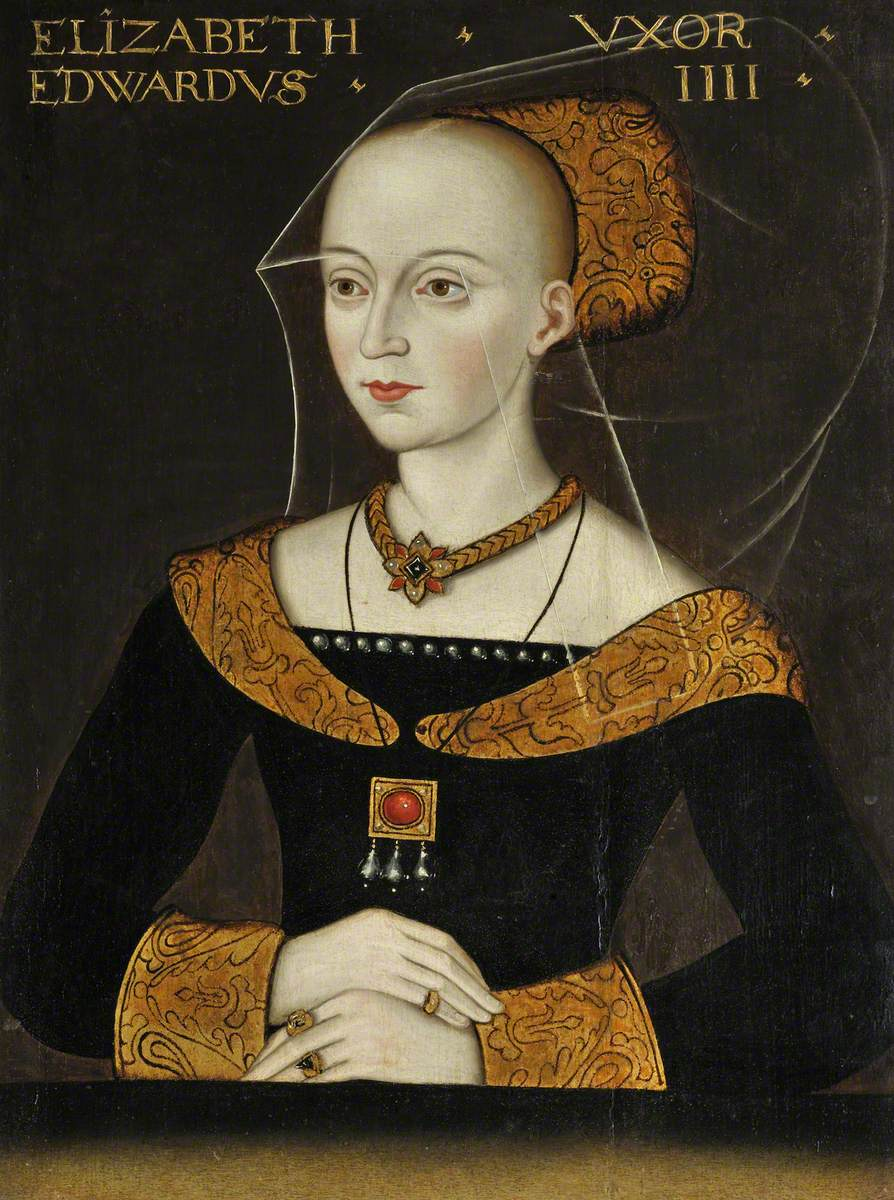
La reine consort Élisabeth Woodville, est la petite-fille de Marguerite de Baux.

## Mariage et descendance
Marguerite épouse le 8 mai 1405 Pierre Ier de Luxembourg-Saint-Pol, de Brienne et de Conversano (1390-31 août 1433), le fils ainé de  Jean de  Luxembourg, seigneur de  Beauvois, et de Marguerite d' Enghien, comtesse de  Brienne et de  Conversano, héritière d'Enghien. Pierre hérite de sa mère des comtés de  Brienne et Conversano. Il succède à sa tante Jeanne de Luxembourg, comtesse de Saint-Pol et de Ligny, comme comte de  Saint-Pol en 1430. Son frère cadet  Jean II de Luxembourg-Ligny, un allié des anglais pendant la guerre de Cent Ans, reçoit Jeanne d'Arc comme prisonnière, et la vend aux anglais pour 10 000 livres.
Pierre et Marguerite ont neuf enfants :
- Louis de Luxembourg, comte de Saint-Pol, de Brienne, de Ligny et Conversano, connétable de France (1418 – 19 décembre 1475), marié en 1435 à Jeanne de Bar, comtesse de Marle et de Soissons (1415 – 14 mai 1462), dont Henri IV de France et Marie Ire d'Écosse sont descendants. En deuxièmes noces il épouse Marie de Savoie (20 mars 1448–1475). En 1475, il est décapité à Paris pour trahison contre le roi Louis XI ;
- Jacquette de  Luxembourg (1415/1416–30 mai 1472), mariée en 1433 avec le duc de  Bedford, puis vers 1436 (secrètement) à Richard Woodville, avec lequel elle a 16 enfants, dont la reine Élisabeth Woodville, épouse d'Édouard IV d'Angleterre : d'où la suite des rois d'Angleterre ;
- Thibaud de Luxembourg, seigneur de Fiennes, comte de  Brienne, évêque du  Mans, (mort le 1er septembre 1477), marié à Philippe de Melun ;
- Jacques de Luxembourg, seigneur de Richebourg (mort en 1487), marié à Isabelle de Roubaix ;
- Valéran de Luxembourg, mort jeune ;
- Jean de Luxembourg, mort en Afrique ;
- Catherine de Luxembourg (morte en 1492), mariée  au connétable-duc Arthur III de Bretagne (24 août 1393-26 décembre 1458) ;
- Isabelle de Luxembourg-Saint-Pol, comtesse de Guise (morte en 1472), mariée en 1443 à Charles du  Maine (1414 –1472), dont elle a une fille, Louise (1445–1477), mariée à Jacques d'Armagnac-Nemours.

Marguerite meurt le 15 novembre 1469 à l'âge de 75 ans. Elle est enterrée à l'abbaye de Cercamps, Frévent, Pas-de-Calais. Son mari Pierre meurt de la peste en 1433.

## Source
- (en) Cet article est partiellement ou en totalité issu de l’article de Wikipédia en anglais intitulé « Margherita del Balzo » (voir la liste des auteurs).